# Masaaki Higashiguchi
Masaaki Higashiguchi (Osaka, 12 de maio de 1986) é um futebolista japonês que atua como goleiro no Gamba Osaka.

## Títulos
Gamba Osaka
- J-League: 2014
- Copa do Imperador: 2014, 2015
- Copa da Liga Japonesa: 2014
- Supercopa do Japão: 2015

Japão
- Vice campeão da Copa da Ásia: 2019